# Schefflera pawoiensis
Schefflera pawoiensis är en araliaväxtart som beskrevs av David Gamman Frodin. Schefflera pawoiensis ingår i släktet Schefflera och familjen araliaväxter.
Artens utbredningsområde är Filippinerna. Inga underarter finns listade.